# Rhaconotus cassander
Rhaconotus cassander är en stekelart som beskrevs av Nixon 1943. Rhaconotus cassander ingår i släktet Rhaconotus och familjen bracksteklar. Inga underarter finns listade i Catalogue of Life.